# Christophe Grébert
Christophe Grébert (né le 4 janvier 1969 à Senlis) est un blogueur et journaliste français sur Europe 2 et RFM, connu pour s'être opposé aux maires de Puteaux, Charles Ceccaldi-Raynaud, puis Joëlle Ceccaldi-Raynaud. En mars 2008, il se présente à l'élection municipale et est élu conseiller de Puteaux. 

## Blogueur citoyen
Christophe Grébert ouvre le blog MonPuteaux.com le 1er mai 2002,. Ce blog critique la politique menée par la majorité RPR. Le maire Charles Ceccaldi-Raynaud l'empêche alors d'assister aux séances du conseil municipal, en plaçant des employés de la mairie devant la porte de l'Hôtel-de-ville qui sont chargés de lui en interdire l'accès.

## Activités politiques
De 2002 à 2007, il est adhérent du Parti socialiste,.
En 2009, il est à l'origine d'une pétition demandant à Jean Sarkozy de renoncer à la présidence de l'EPAD (Établissement public d'aménagement de la Défense). Cette pétition a rassemblé près de 100 000 signatures.
Dans le cadre de l'affaire Fillon, il est l’initiateur en janvier 2017 d'une pétition demandant à Penelope Fillon de rembourser 500 000 euros,  puis 800 000 euros, puis  1 500 000 euros à la suite de la publication du Canard enchaîné du 8 février, sur le site Change.org.

### Conseiller municipal de Puteaux
À la tête d'une liste d'opposition, soutenue par le MoDem, Christophe Grébert, ancien membre du PS, entre au conseil municipal de la mairie de Puteaux à l'issue des élections municipales françaises de 2008. En 2015, à la suite de l'annulation du scrution de 2014, il conserve son siège de conseiller municipal, au sein d'une coalition MoDem-PS-EELV. En 2019, conseiller municipal sans étiquette depuis sa rupture, en 2017, avec la coalition d'opposition, il annonce ne pas vouloir se présenter aux municipales de 2020.

## Démêlés judiciaires

### Plainte de la municipalité de Puteaux
En 2004, la municipalité de Puteaux porte plainte pour diffamation contre Christophe Grébert. Sur son blog, il laisse entendre qu'une employée municipale a été licenciée parce qu'elle avait dénoncé les conditions douteuses d'attribution d'un marché public. En mars 2006, après deux ans de procédure, le blogueur est relaxé par la 17e chambre du tribunal correctionnel de Paris, qui juge les affaires de presse. La mairie fait appel et un nouveau procès a lieu le 25 avril 2007 devant la 11e chambre de la cour d'appel de Paris. L'arrêt du 6 juin 2007 confirme la relaxe en se fondant sur la bonne foi du blogueur. Cette affaire est alors très commentée sur la blogosphère, ainsi que par les médias traditionnels, popularisant en France le phénomène des blogs locaux ou blogs dits « blogs citoyens ».

### Plaintes contre le maire de Puteaux
En septembre 2006, Joëlle Ceccaldi-Raynaud (alors maire de Puteaux) et Charles Ceccaldi-Raynaud sont condamnés par la 14e chambre correctionnelle du tribunal de Nanterre pour diffamation homophobe contre Christophe Grébert, pour avoir insinué sur le site officiel de la municipalité que le blogueur avait des « penchants pédophiles ». Joëlle et Charles Ceccaldi-Raynaud doivent payer chacun 2 500 euros d'amende et solidairement 3 000 euros de dommages et intérêts au blogueur. Ils sont par ailleurs condamnés à faire paraître un communiqué judiciaire sur le site municipal, ainsi que dans Le Parisien. Cette condamnation est confirmée par un arrêt de la cour d'appel de Versailles, le 26 avril 2007.
Au sujet de l'affaire du Canard enchaîné, Joëlle Ceccaldi-Raynaud porte plainte contre Christophe Grébert pour diffamation. Le tribunal, puis la Cour de cassation, le relaxent et condamnent Joëlle Ceccaldi-Raynaud à payer 5 000 euros de dommages et intérêts à son opposant. Le jugement est renvoyé en cour d'appel, qui confirme le jugement établi en cassation mais annule la condamnation de la maire. Christophe Grébert doit donc rembourser les 5 000 euros à Joëlle Ceccaldi-Raynaud.

## Résultats électoraux

### Élections municipales
Les résultats ci-dessous concernent uniquement les élections où il est tête de liste.
| Année | Parti | Parti             | Commune | 1er tour | 1er tour | 1er tour | 2d tour | 2d tour | 2d tour | Sièges obtenus |
| Année | Parti | Parti             | Commune | Voix     | %        | Rang     | Voix    | %       | Rang    | Sièges obtenus |
| ----- | ----- | ----------------- | ------- | -------- | -------- | -------- | ------- | ------- | ------- | -------------- |
| 2008  |       | MoDem             | Puteaux | 4 130    | 22,35    | 2e       | 4 523   | 25,35   | 2e      | 5 / 43         |
| 2014  |       | MoDem             | Puteaux | 2 295    | 15,61    | 2e       |         |         |         | 3 / 43         |
| 2015  |       | MoDem-PS-EELV-PRG | Puteaux | 3 404    | 23,32    | 2e       |         |         |         | 5 / 43         |

### Élections cantonales
| Année | Parti | Parti | Canton  | 1er tour | 1er tour | 1er tour | 2d tour | 2d tour | 2d tour |
| Année | Parti | Parti | Canton  | Voix     | %        | Rang     | Voix    | %       | Issue   |
| ----- | ----- | ----- | ------- | -------- | -------- | -------- | ------- | ------- | ------- |
| 2011  |       | MoDem | Puteaux | 2 159    | 16,82    | 2e       | 6 049   | 47,67   | Battu   |